# La Chapelle-Onzerain
La Chapelle-Onzerain ist eine französische Gemeinde mit 110 Einwohnern (Stand: 1. Januar 2022) im Département Loiret in der Region Centre-Val de Loire; sie gehört zum Arrondissement Orléans und zum Kanton Meung-sur-Loire. Die Einwohner werden Chapellois genannt.

## Geographie
La Chapelle-Onzerain liegt etwa 28 Kilometer nordwestlich von Orléans in der Beauce. Umgeben wird La Chapelle-Onzerain von den Nachbargemeinden Péronville im Norden und Nordwesten, Villeneuve-sur-Conie im Osten, Tournoisis im Süden sowie Villamblain im Westen und Südwesten.

## Bevölkerungsentwicklung
| Jahr                       | 1962 | 1968 | 1975 | 1982 | 1990 | 1999 | 2006 | 2018 |
| Einwohner                  | 110  | 83   | 89   | 73   | 77   | 90   | 106  | 120  |
| Quellen: Cassini und INSEE |      |      |      |      |      |      |      |      |